# Убить Боно
«Убить Боно» (англ. Killing Bono) — фильм режиссёра Ника Хэмма 2011 года.
Дата выхода в прокат в России: 14 апреля 2011 года.

## Сюжет
Два брата из Дублина Нил и Айвен Маккормики мечтают о славе. Но в школьном ансамбле «The Hype» есть только одна вакансия, и её уже получил их приятель Пол Хьюсон. Тогда братья создают свою музыкальную группу, чтобы самостоятельно вскарабкаться на музыкальный олимп 80-х. Все бы ничего, но «The Hype» меняет название на «U2», а Пол — своё имя на Боно.
Братья направляются в Лондон. Но каждое их действие затмевается огромной популярностью «U2». Нил начинает понимать, что их провалы напрямую связаны с успехами Боно. Значит единственный выход — это убить Боно.

## Создатели

### Съёмочная группа
- Режиссёр — Ник Хэмм
- Продюсеры — Пьерс Темпест, Йен Флукс, Марк Хаффам
- Сценаристы — Бен Бонд, Дик Клемент, Йен Ла Френас
- Оператор — Киран Макгиган
- Композитор — Джо Эко
- Художники — Том Маккаллаг, Марк Лоури, Лорна Мари Муган
- Монтаж — Билли Снеддон

### В ролях
| Актёр           | Роль            |
| --------------- | --------------- |
| Бен Барнс       | Нил Маккормик   |
| Роберт Шиэн     | Айвен Маккормик |
| Мартин МакКанн  | Боно            |
| Пит Постлетуэйт | Карл            |

## Интересные факты
- Сценарий написан по автобиографии Нила Маккормика, рок-журналиста газеты The Telegraph[1].
- Для Пита Постлетуэйта картина оказалась последней[1]. В январе 2011 года он скончался от рака.

## Производство
- Фильм снимался в Северной Ирландии[2]
- Sony Music Entertainment выпустила саундтрек к фильму[3].
- Мировая премьера состоялась в The Savoy Cinema в Дублине[4].